# Hotel Paradise
Hotel Paradise – polski program telewizyjny typu reality show oparty na amerykańskim formacie Paradise Hotel emitowany od 2020 na antenie TVN 7 (i przedpremierowo w serwisie Player). Program prowadzi Klaudia El Dursi, a od 10 edycji przez dwie serie zastępuje ją Edyta Zając. Produkcję programu powierzono przedsiębiorstwu Golden Media Polska.

## Charakterystyka formatu
W programie bierze udział dziewięcioro singli w wieku 18–30 lat, którzy pragną stworzyć relację uczuciową. Uczestnicy zamieszkują w hotelu na wyspie, bez kontaktu z bliskimi ani dostępu do telefonów komórkowych. Co kilka dni do programu dołączają kolejne osoby, które dobierają się w pary. Osoby pozostające bez partnera odpadają z programu.

## Zasady programu
Pierwsze rajskie rozdanie
Pierwszego dnia do hotelu przyjeżdża pięć kobiet i czterech mężczyzn lub cztery kobiety i pięcioro mężczyzn. Tego samego dnia następuje tzw. rajskie rozdanie, podczas którego uczestnicy dobierają się w pary, przy czym – w zależności od edycji – wyboru (poprzez zajście partnera od tyłu i położenie dłoni na jego barku) dokonują albo mężczyźni, albo kobiety. Kiedy do jednego uczestnika podchodzą dwie osoby, to zawodnik decyduje, z kim chce stworzyć parę. Osoba pozostająca bez pary ma cztery dni, by przekonać do siebie kandydatów.
Od drugiego sezonu wybór podejmowany jest na podstawie rzeczy osobistych uczestników, takich jak np. zdjęcia z dzieciństwa, walizki czy ubrania. 
Od dziesiątego sezonu zlikwidowano pierwsze rajskie rozdanie, uczestnicy nie będą się dobierać w pary pierwszego dnia po wejściu do hotelu.
Nowi mieszkańcy
W trakcie pierwszego tygodnia do uczestników dołączają dwie osoby, których zadaniem jest przekonanie do siebie potencjalnego partnera i pozostanie w programie podczas eliminacji. W następnych tygodniach w hotelu pojawiają się kolejne, nowe osoby lub powracają wyeliminowani uczestnicy. W ósmym sezonie doszło do zmian w zasadach, wyeliminowani uczestnicy nie mogli powrócić do programu, lecz ta zasada została zniesiona wraz z dziewiątym sezonem.
Szansa od raju
Od piątej edycji uczestnicy otrzymują przywilej wybrania jednej z trzech szkatułek, która może ułatwić im pozostanie w grze. Wyboru dokonują uczestnicy dochodzący od drugiego tygodnia pod warunkiem, że ich płeć dominuje w tzw. rajskim rozdaniu. Jeżeli do programu dochodzą dwie osoby tej samej płci, muszą zawalczyć o szansę od raju w zadaniu specjalnym. Powracający do programu uczestnicy nie dostają możliwości wyboru szkatułki.
Gra o władzę
W dziesiątym sezonie zamiast rajskiej wyroczni wprowadzono Grę o władzę w której uczestnik który zwycięży zyska niezwykłą władze w programie.
Rajski rewanż
W dziesiątym sezonie wprowadzono tzw. Rajski rewanż, gdzie uczestnik który odpadł będzie miał wpływ na dalsze losy pozostałych uczestników.
Złote jabłko
W jedenastym sezonie wprowadzono Złote jabłko, symbol ryzyka, pokus i pożądania. Gdy uczestnik je zdobędzie będzie musiał zdecydować, czy pozostać w swojej aktualnej porze, a może zaryzykować i sparować się z nową osoba i pójść w nieznane.
Puszka Pandory
Raz w tygodniu organizowana jest ceremonia zwana puszką Pandory, w trakcie której uczestnicy zadają sobie anonimowe pytania, które spisywane są podczas całego tygodnia jednym charakterem pisma na małych kartkach.
Rajska wyrocznia
Od trzeciej edycji uczestnicy otrzymują możliwość zadania jednego pytania prowadzącej programu w dniu eliminacji. Pytanie spisywane jest na kartce i musi być sformułowane w taki sposób, by można było na nie odpowiedzieć twierdząco lub przecząco. Czasami zdarza się, że prowadząca nie zna odpowiedzi na zadane pytanie. 
W dziesiątym sezonie zlikwidowano rajską wyrocznię.
Rajskie rozdanie
Po czterech dniach pobytu w programie organizowana jest tzw. ceremonia rajskiego rozdania. Uczestnik, który na koniec pozostanie bez pary, jest eliminowany z programu. Eliminacje odbywają się także poza rajskimi rozdaniami, np. za sprawą przegranej gry lub w wyniku wytypowania przez innych uczestników.
W dziesiątym sezonie wprowadzono tzw. mieszane rajskie rozdanie, gdzie na krzesłach podczas rajskiego siedzą razem mężczyźni i kobiety.
W jedenastym sezonie wprowadzono ruchome rajskie rozdanie,  uczestnicy będą musieli być cały czas w pełnej gotowości, gdyż w każdej chwili może być ceremonia rajskiego rozdania.
Finał
W tygodniu finałowym zostaje pięć lub sześć par, a każdego dnia za sprawą rywalizacji odpada jedna z nich. W ostatniej tzw. puszce Pandory biorą udział trzy pary, które odpowiadają na pytania swoje i byłych uczestników, którzy w tajnym głosowaniu dokonują wyboru finałowej dwójki.
W ostatnim odcinku programu zwycięska para zostaje wybrana za pomocą jawnego głosowania byłych uczestników. Zdobywcy większej liczby głosów ogłaszani są zwycięzcami programu. Następnie stają naprzeciw siebie na tzw. ścieżce lojalności z wypisanymi rosnąco kwotami pieniędzy (od 50 tys. do 100 tys. zł) i co minutę stawiają krok, powiększając przy tym swoją wygraną o 10 tys. zł. Każdy z uczestników może w dowolnej chwili rozbić kulę, otrzymując kwotę, na której aktualnie stoi, i tym samym zostawiając partnera z niczym. Jeżeli oboje nie zdecydują się rozbić kul, dzielą się wygraną po połowie, otrzymując po 50 tys. zł.

## Wyniki rozgrywki

### Pierwsza edycja (wiosna 2020)
| Miejsce    | Ostateczne pary                       | Odcinki        |
| ---------- | ------------------------------------- | -------------- |
| 1.         | Marietta Witkowska                    | 1–40           |
| 1.         | Krzysztof „Chris” Ducki               | 1–40           |
| 2.         | Martyna Kondratowicz                  | 6–40           |
| 2.         | Łukasz „Blondino Latino” Książkiewicz | 3–40           |
| 3.         | Viola Nowasielska                     | 1–39           |
| 3.         | Adam Radziszewski                     | 1–39           |
| 4.         | Aleksandra Kiepura                    | 28–38 (powrót) |
| 4.         | Szymon Reich                          | 31–38 (powrót) |
| 5.         | Marta Szkobel                         | 34–37 (powrót) |
| 5.         | Łukasz Białach                        | 31–37 (powrót) |
| 6.         | Anna Adamczyk                         | 15–36          |
| 6.         | Mateusz „Matt” Szek                   | 16–36 (powrót) |
| Eliminacja | Pozostali uczestnicy                  | Odcinki        |
| 8.         | Maciej Kindler                        | 1–35           |
| 7.         | Sandra Mosakowska                     | 28–30 (powrót) |
| 6.         | Marta Szkobel                         | 18–27          |
| 5.         | Łukasz Białach                        | 21–25          |
| 4.         | Sandra Mosakowska                     | 1–20           |
| 3.         | Łukasz Kobus                          | 1–15           |
| 3.         | Mateusz „Matt” Szek                   | 12–15          |
| 2.         | Aleksandra Kiepura                    | 1–10           |
| 2.         | Aleksandra „Lexi” Domańska            | 1–10           |
| 1.         | Szymon Reich                          | 3–5            |

Decyzja o wygranej w finale
| Uczestnik | Wygrana   | Źródło |
| --------- | --------- | ------ |
| Marietta  | 50 000 zł | [ 9 ]  |
| „Chris”   | 50 000 zł | [ 9 ]  |

### Druga edycja (jesień 2020)
| Miejsce    | Ostateczne pary      | Odcinki        |
| ---------- | -------------------- | -------------- |
| 1.         | Beata „Ata” Postek   | 26–48          |
| 1.         | Artur Sargsyan       | 3–48           |
| 2.         | Sonia Szklanowska    | 3–48           |
| 2.         | Łukasz Karpiński     | 32–48 (powrót) |
| 3.         | Magda Jankowska      | 31–47 (powrót) |
| 3.         | Robert Kapica        | 26–47 (powrót) |
| 4.         | Dominika Konował     | 1–46           |
| 4.         | Bartosz Graczyk      | 37–46 (powrót) |
| 5.         | Anna Matyasek        | 1–44           |
| 5.         | Adam Bilewicz        | 19–44          |
| Eliminacja | Pozostali uczestnicy | Odcinki        |
| 9.         | Julia Skrodzka       | 38–42 (powrót) |
| 8.         | Kamil Piórkowski     | 1–38           |
| 7.         | Ivan Yevtushenko     | 1–36           |
| 6.         | Julia Skrodzka       | 7–30           |
| 6.         | Karolina Mrozicka    | 25–30          |
| 5.         | Robert Kapica        | 1–24           |
| 5.         | Krystian Mikołajczyk | 13–24          |
| 4.         | Magda Jankowska      | 1–22           |
| 3.         | Hanna Balwierczak    | 14–18          |
| 3.         | Bartosz Graczyk      | 1–18           |
| 2.         | Monika Brzyśkiewicz  | 1–12           |
| 1.         | Łukasz Karpiński     | 1–6            |

Decyzja o wygranej w finale
| Uczestnik | Wygrana   | Źródło |
| --------- | --------- | ------ |
| Beata     | 50 000 zł | [ 29 ] |
| Artur     | 50 000 zł | [ 29 ] |

### Trzecia edycja (wiosna 2021)
| Miejsce    | Ostateczne pary             | Odcinki        |
| ---------- | --------------------------- | -------------- |
| 1.         | Barbara Pędlowska           | 42–60 (powrót) |
| 1.         | Krystian Ferretti           | 1–60           |
| 2.         | Bogusława „Bibi” Brzezińska | 55–60 (powrót) |
| 2.         | Simon Price                 | 1–60           |
| 3.         | Karina Poita                | 50–60 (powrót) |
| 3.         | Marcin Grajoszek            | 1–60           |
| 4.         | Kornelia Głaszcz            | 38–59 (powrót) |
| 4.         | Krzysztof Świst             | 38–59 (powrót) |
| 5.         | Sara Prokopek               | 46–57 (powrót) |
| 5.         | Maurycy Sas-Uhrynowski      | 43–57 (powrót) |
| Eliminacja | Pozostali uczestnicy        | Odcinki        |
| 17.        | Aleksandra Hałabuda         | 52–56 (powrót) |
| 16.        | Bogusława Brzezińska        | 1–52           |
| 16.        | Kamil Popławski             | 49–52 (powrót) |
| 15.        | Nathalia Fok                | 7–49           |
| 14.        | Luiza Benzouaoua            | 1–47           |
| 14.        | Justyna Michałowska         | 44–47          |
| 13.        | Jakub Wójcik                | 33–44          |
| 12.        | Ewa Foryszewska             | 28–42          |
| 12.        | Karina Poita                | 39–42          |
| 11.        | Michał Choiński             | 32–37          |
| 11.        | Mariusz Jurek               | 27–37          |
| 11.        | Krzysztof Świst             | 13–37          |
| 10.        | Aleksandra Hałabuda         | 1–36           |
| 9.         | Sara Prokopek               | 17–31          |
| 8.         | Kamil Popławski             | 18-27          |
| 7.         | Karolina Marczyńska         | 23–26          |
| 6.         | Barbara Pędlowska           | 1–21           |
| 5.         | Maurycy Sas-Uhrynowski      | 11–20          |
| 4.         | Dawid Susicki               | 1–16           |
| 3.         | Sebastian Tokarski          | 3–12           |
| 2.         | Kornelia Głaszcz            | 1–10           |
| 2.         | Patrycja Kudaj              | 6–10           |
| 1.         | Krzysztof Szafrański        | 3–5            |

Decyzja o wygranej w finale
| Uczestnik | Wygrana    | Źródło | Uwaga |
| --------- | ---------- | ------ | ----- |
| Barbara   | 0 zł       | [ 51 ] | [ e ] |
| Krystian  | 100 000 zł | [ 51 ] | [ e ] |

### Czwarta edycja (jesień 2021)
| Miejsce    | Ostateczne pary        | Odcinki        |
| ---------- | ---------------------- | -------------- |
| 1.         | Sara Jezuit            | 24–60          |
| 1.         | Michał „Mike” Adamczak | 54–60 (powrót) |
| 2.         | Natalia „Nana” Majos   | 1–60           |
| 2.         | Łukasz Hryniewicki     | 1–60           |
| 3.         | Inga Bartnikowska      | 56–59 (powrót) |
| 3.         | Jan Pyrek              | 56–59 (powrót) |
| 4.         | Vanessa Wietrzyk       | 27–58          |
| 4.         | Mateusz Mil            | 17–58          |
| 5.         | Wiktoria Gąsior        | 48–57 (powrót) |
| 5.         | Miłosz Pesta           | 48–57 (powrót) |
| Eliminacja | Pozostali uczestnicy   | Odcinki        |
| 19.        | Łukasz Jaros           | 54–56 (powrót) |
| 18.        | Przemysław Farbotko    | 1–54           |
| 17.        | Inga Bartnikowska      | 34–52          |
| 16.        | Łukasz Jaros           | 41–48          |
| 15.        | Wiktoria Gąsior        | 32–47 (powrót) |
| 14.        | Jan Pyrek              | 37–46 (powrót) |
| 13.        | Katarzyna Wojtasik     | 39–43          |
| 12.        | Miłosz Pesta           | 1–41           |
| 11.        | Michał Adamczak        | 30–38          |
| 10.        | Launo Klaudia Kardel   | 1–36           |
| 9.         | Wiktoria „Oha” Ohanyan | 19–33          |
| 8.         | Michał Janicki         | 22–32          |
| 7.         | Natalia Ostrowska      | 1–27           |
| 7.         | Wiktoria Gąsior        | 6–27           |
| 6.         | Jan Pyrek              | 17–23          |
| 5.         | Dariusz Tkaczuk        | 1–21           |
| 4.         | Maria Wojtas           | 1–16           |
| 3.         | Jakub Bzdawka          | 1–15           |
| 3.         | Katarzyna Stachowiak   | 13–15          |
| 2.         | Karolina Mordyl        | 3–11           |
| 1.         | Giovanni Esposito      | 3–5            |

Decyzja o wygranej w finale
| Uczestnik | Wygrana   | Źródło |
| --------- | --------- | ------ |
| Sara      | 90 000 zł | [ 86 ] |
| Michał    | 0 zł      | [ 86 ] |

### Piąta edycja (wiosna 2022)
| Miejsce    | Ostateczne pary          | Odcinki        |
| ---------- | ------------------------ | -------------- |
| 1.         | Wiktoria Kozar           | 47–60 (powrót) |
| 1.         | Sevag Formella           | 51–60 (powrót) |
| 2.         | Laura Tarkota            | 32–60          |
| 2.         | Grzegorz Bartoszek       | 31–60          |
| 3.         | Oliwia Gruszecka         | 18–59          |
| 3.         | Jakub Sobczak            | 11–59          |
| 4.         | Eliza Milewska           | 3–58           |
| 4.         | Jeremiah „Jay” Dąbrowski | 1–58           |
| 5.         | Dominika Stosio          | 45–57 (powrót) |
| 5.         | Kasper Nowakowski        | 38–57 (powrót) |
| Eliminacja | Pozostali uczestnicy     | Odcinki        |
| 16.        | Grzegorz Jackiewicz      | 42–56 (powrót) |
| 16.        | Klaudia Bigus            | 54–56 (powrót) |
| 15.        | Karolina Skuratowska     | 47–52 (powrót) |
| 14.        | Marika Worach            | 31–51 (powrót) |
| 13.        | Anita Orłowska           | 36–46          |
| 13.        | Konrad Landowski         | 26–46          |
| 12.        | Wiktoria Kozar           | 6–41           |
| 11.        | Michał Macura            | 1–38           |
| 10.        | Sevag Formella           | 3–36           |
| 9.         | Dominika Stosio          | 21–35          |
| 8.         | Nikola Klimas            | 28–30          |
| 8.         | Kasper Nowakowski        | 1–30           |
| 7.         | Karolina Skuratowska     | 1–28           |
| 6.         | Klaudia Bigus            | 1–25           |
| 5.         | Mateusz Komorowski       | 18–20          |
| 4.         | Marika Worach            | 1–17           |
| 3.         | Rafał Szulik             | 11–15          |
| 2.         | Kamil Zdziebko           | 1–10           |
| 2.         | Aleksandra Saków         | 1–10           |
| 1.         | Grzegorz Jackiewicz      | 1–5            |

Decyzja o wygranej w finale
| Uczestnik | Wygrana   | Źródło  |
| --------- | --------- | ------- |
| Wiktoria  | 50 000 zł | [ 122 ] |
| Sevag     | 50 000 zł | [ 122 ] |

### Szósta edycja (jesień 2022)
| Miejsce    | Ostateczne pary        | Odcinki        |
| ---------- | ---------------------- | -------------- |
| 1.         | Monika Schmidt         | 1–60           |
| 1.         | Mikołaj Grzybowski     | 1–60           |
| 2.         | Magdalena Gałda        | 52–60 (powrót) |
| 2.         | Grzegorz Głuszcz       | 51–60 (powrót) |
| 3.         | Angelika Nowicka       | 11–59          |
| 3.         | David Andronic         | 18–59          |
| 4.         | Gabriela Serwatko      | 41–58          |
| 4.         | Marek Kuliński         | 23–58          |
| 5.         | Hanna Balcerzak        | 46–58 (powrót) |
| 5.         | Dawid Grygiel-Olek     | 49–58 (powrót) |
| Eliminacja | Pozostali uczestnicy   | Odcinki        |
| 17.        | Klaudia Mural          | 27–55          |
| 16.        | Grzegorz Kasprzyk      | 39–52          |
| 15.        | Aleksandra Madej       | 27–51          |
| 14.        | Adam Podwapiński       | 46–48 (powrót) |
| 13.        | Grzegorz Głuszcz       | 1–45           |
| 13.        | Natalia Bajko          | 36–45          |
| 12.        | Dawid Grygiel-Olek     | 17–40          |
| 11.        | Piotr Stiller          | 32–35          |
| 10.        | Magdalena Gałda        | 21–34          |
| 9.         | Hanna Balcerzak        | 1–30           |
| 9.         | Anastazja Pasternak    | 1–30           |
| 8.         | Camilla „Carma” Hansen | 16–25          |
| 7.         | Adam Podwapiński       | 1–24           |
| 6.         | Piotr Czechowski       | 4–20           |
| 5.         | Szahira Bisiorek       | 1–19           |
| 4.         | Ewelina Puzio          | 6–15           |
| 3.         | Igor Kiełbowski        | 1–12           |
| 2.         | Wiktoria Góra          | 1–10           |
| 1.         | Maciej Drosio          | 2–5            |

Decyzja o wygranej w finale
| Uczestnik | Wygrana   | Źródło  |
| --------- | --------- | ------- |
| Monika    | 50 000 zł | [ 153 ] |
| Mikołaj   | 50 000 zł | [ 153 ] |

### Edycja All Stars (lato 2023)
| Miejsce    | Ostateczne pary                       | Pierwotna edycja | Odcinki        |
| ---------- | ------------------------------------- | ---------------- | -------------- |
| 1.         | Julia Skrodzka                        | druga            | 3–24 (powrót)  |
| 1.         | Grzegorz Głuszcz                      | szósta           | 1–24           |
| 2.         | Natalia „Nana" Majos                  | czwarta          | 1–24           |
| 2.         | Łukasz „Blondino Latino” Książkiewicz | pierwsza         | 1–24           |
| 3.         | Anna Adamczyk                         | pierwsza         | 11–23          |
| 3.         | Maurycy Sas-Uhrynowski                | trzecia          | 11–23 (powrót) |
| 4.         | Luiza Benzouaoua                      | trzecia          | 19–21 (powrót) |
| 4.         | Łukasz Hryniewicki                    | czwarta          | 18–21 (powrót) |
| 5.         | Wiktoria Kozar                        | piąta            | 1–21           |
| 5.         | Artur Sargsyan                        | druga            | 13–21          |
| Eliminacja | Pozostali uczestnicy                  | Pierwotna edycja | Odcinki        |
| 8.         | Kornelia Głaszcz                      | trzecia          | 13–20          |
| 7.         | Miłosz Pesta                          | czwarta          | 9–19           |
| 7.         | Barbara Pędlowska                     | trzecia          | 17–19 (powrót) |
| 6.         | Luiza Benzouaoua                      | trzecia          | 1–16           |
| 6.         | Sara Jezuit                           | czwarta          | 1–16           |
| 5.         | Mikołaj Grzybowski                    | szósta           | 5–12           |
| 4.         | Kamil Piórkowski                      | druga            | 3–11           |
| 4.         | Maurycy Sas-Uhrynowski                | trzecia          | 1–11           |
| 3.         | Dominika Stosio                       | piąta            | 5–8            |
| 3.         | Łukasz Hryniewicki                    | czwarta          | 1–8            |
| 2.         | Barbara Pędlowska                     | trzecia          | 1–4            |
| 1.         | Julia Skrodzka                        | druga            | 1–3            |

Decyzja o wygranej w finale
| Uczestnik | Wygrana    | Źródło  |
| --------- | ---------- | ------- |
| Julia     | 100 000 zł | [ 187 ] |
| Grzegorz  | 0 zł       | [ 187 ] |

### Siódma edycja (jesień 2023)
| Miejsce    | Ostateczne pary               | Odcinki        |
| ---------- | ----------------------------- | -------------- |
| 1.         | Kornelia „Kori” Rajnerowicz   | 1–48           |
| 1.         | Jacek Kania                   | 17–48          |
| 2.         | Justyna Łabuda                | 39–48 (powrót) |
| 2.         | Roch Krzyżański               | 1–48           |
| 3.         | Oliwia Petryna                | 24–47          |
| 3.         | Paweł Babiuch                 | 43–47 (powrót) |
| 4.         | Victoria „Tori” Wojciechowska | 1–46           |
| 4.         | Krzysztof Ćwiertnia           | 31–46 (powrót) |
| 5.         | Alicja Długosz                | 39–44 (powrót) |
| 5.         | Wojciech Jakubowski           | 39–44 (powrót) |
| Eliminacja | Pozostali uczestnicy          | Odcinki        |
| 13.        | Paweł Babiuch                 | 21–43 (powrót) |
| 12.        | Wiktoria Taranowska           | 21–39          |
| 11.        | Marvin Kruciński              | 1–39           |
| 10.        | Karolina „Mallu” Majewska     | 1–36           |
| 9.         | Patryk Reinholz               | 2–34           |
| 8.         | Wojciech Jakubowski           | 27–30          |
| 7.         | Wiktoria „Wiki” Stach         | 13–25          |
| 7.         | Łucja Janik                   | 21–25 (powrót) |
| 6.         | Justyna Łabuda                | 10–24          |
| 5.         | Krzysztof Ćwiertnia           | 1–20           |
| 5.         | Paweł Babiuch                 | 10–20          |
| 4.         | Alicja Długosz                | 1–15           |
| 3.         | Łucja Janik                   | 3–12           |
| 3.         | Michał Jędrzejczak            | 1–12           |
| 2.         | Szymon Zychowicz              | 6–10           |
| 1.         | Sabina Smolińska              | 1–5            |

Decyzja o wygranej w finale
| Uczestnik | Wygrana   | Źródło  |
| --------- | --------- | ------- |
| „Kori”    | 50 000 zł | [ 210 ] |
| Jacek     | 50 000 zł | [ 210 ] |

### Ósma edycja (wiosna 2024)
| Miejsce    | Ostateczne pary      | Odcinki |
| ---------- | -------------------- | ------- |
| 1.         | Agnieszka Siedlak    | 1–40    |
| 1.         | Jędrzej Arian        | 1–40    |
| 2.         | Ada Borkowska        | 11–40   |
| 2.         | Bartosz Pankowski    | 1–40    |
| 3.         | Natalia Sielewonczuk | 1–39    |
| 3.         | Michał Zając         | 1–39    |
| 4.         | Emilia Salwa         | 27–38   |
| 4.         | Oskar Bobrowski      | 15–38   |
| 5.         | Aleksandra Sznajder  | 14–37   |
| 5.         | Kacper Bleja         | 18–37   |
| Eliminacja | Pozostali uczestnicy | Odcinki |
| 9.         | Jan Wojciechowski    | 27–35   |
| 8.         | Dominika Bereś       | 1–32    |
| 7.         | Katarzyna Stępień    | 27–31   |
| 6.         | Ksenia Ulitina       | 22–26   |
| 5.         | Jakub Mroczka        | 6–21    |
| 4.         | Luiza Krefft         | 1–15    |
| 4.         | Jessica Polańska     | 3–15    |
| 3.         | Daniel Roose         | 1–15    |
| 2.         | Antoni Trojanowski   | 1–10    |
| 1.         | Martyna Reszka       | 1–5     |

Decyzja o wygranej w finale
| Uczestnik | Wygrana    | Źródło  |
| --------- | ---------- | ------- |
| Agnieszka | 100 000 zł | [ 238 ] |
| Jędrzej   | 0 zł       | [ 238 ] |

### Dziewiąta edycja (jesień 2024)
| Miejsce    | Ostateczne pary       | Odcinki        |
| ---------- | --------------------- | -------------- |
| 1.         | Maja Dudzińska        | 1–48           |
| 1.         | Wojciech Gromadzki    | 13–48          |
| 2.         | Aleksandra Buczyńska  | 33–48 (powrót) |
| 2.         | Jakub Teodorski       | 23–48 (powrót) |
| 3.         | Karolina Świątkowska  | 42–47 (powrót) |
| 3.         | Oskar Paradowski      | 32–47          |
| 4.         | Karolina Chojnacka    | 27–46          |
| 4.         | Karol Sterliński      | 1–46           |
| Eliminacja | Pozostali uczestnicy  | Odcinki        |
| 15.        | Roksana Pajor         | 37–45          |
| 15.        | Sandra Madera         | 11–45          |
| 14.        | Mateusz Chłopek       | 11–42          |
| 13.        | Igor Gurban           | 34–39          |
| 12.        | Julia Pławiak         | 16–37          |
| 11.        | Karolina Świątkowska  | 16–35          |
| 10.        | Julia Godlewska       | 1–33           |
| 9.         | Andrzej Lenartowicz   | 1–30           |
| 8.         | Szymon Spica          | 21–25          |
| 7.         | Leon Zieliński        | 1–23           |
| 6.         | Aleksandra Buczyńska  | 1–20           |
| 6.         | Anna Gaj-Jabłońska    | 6–20           |
| 5.         | Anastazja Kaczorowska | 12–15 (powrót) |
| 4.         | Jakub Teodorski       | 1–12           |
| 3.         | Damian Szrajber       | 2–10           |
| 2.         | Alicja Wacławik       | 1–9            |
| 2.         | Anastazja Kaczorowska | 1–9            |
| 1.         | Sabrina Fromm         | 2–5            |

Decyzja o wygranej w finale
| Uczestnik | Wygrana   | Źródło  |
| --------- | --------- | ------- |
| Maja      | 50 000 zł | [ 266 ] |
| Wojciech  | 50 000 zł | [ 266 ] |

### Dziesiąta edycja (wiosna 2025)
| Miejsce    | Ostateczne pary            | Odcinki        |
| ---------- | -------------------------- | -------------- |
| 1.         | Jagoda „Jadzia" Florczak   | 3–32           |
| 1.         | Adam Osiński               | 9–32           |
| 2.         | Adrian Pęter               | 1–32           |
| 2.         | Karolina Wojtala           | 1–32           |
| 3.         | Amanda Mikołajczak         | 18–31 (powrót) |
| 3.         | Bartłomiej Ślosarczyk      | 24–31          |
| 4.         | Agnieszka Bobek            | 13–30          |
| 4.         | Tymoteusz Jaworski         | 1–30           |
| 5.         | Natalia ,,Natasza” Karchut | 23–29 (powrót) |
| 5.         | Kamil Bełczowski           | 19–29          |
| Eliminacja | Pozostali uczestnicy       | Odcinki        |
| 10.        | Wiktor Zalewski            | 1–27           |
| 9.         | Alicja Bujalska            | 1–26           |
| 8.         | Jakub Baranowski           | 13–22 (powrót) |
| 7.         | Natalia „Natasza” Karchut  | 1–18           |
| 6.         | Hubert Celiński            | 2–16           |
| 5.         | Amanda Mikołajczak         | 8–12           |
| 4.         | Amanda „Samanti" Gorońska  | 2–11           |
| 3.         | Weronika Seniszyn          | 1–7            |
| 2.         | Kamil Kłak                 | 1–5            |
| 1.         | Jakub Baranowski           | 1–2            |

Decyzja o wygranej w finale
| Uczestnik | Wygrana   | Źródło  |
| --------- | --------- | ------- |
| „Jadzia”  | 50 000 zł | [ 306 ] |
| Adam      | 50 000 zł | [ 306 ] |

### Jedenasta edycja (jesień 2025)
| Status             | Uczestnicy                 | Odcinki |
| ------------------ | -------------------------- | ------- |
| w grze (po 1 odc.) | Michał Lis                 | 1–      |
| w grze (po 1 odc.) | Aleksandra „Alexis” Basiak | 1–      |
| w grze (po 1 odc.) | Natalia Jaworska           | 1–      |
| w grze (po 1 odc.) | Milan Kazimierczak         | 1–      |
| w grze (po 1 odc.) | Aleksandra „Alex” Kulików  | 1–      |
| w grze (po 1 odc.) | Jakub Burkacki             | 1–      |
| w grze (po 1 odc.) | Magda Niestój              | 1–      |
| w grze (po 1 odc.) | Tomasz Świca               | 1–      |

## Emisja w telewizji
Uwaga: sekcja zawiera informacje odnoszące się wyłącznie do tych wydań programu, które nadano w telewizji, a podane daty dotyczą pierwszej emisji telewizyjnej; w niniejszej sekcji nie uwzględniono emisji powtórek, dostępności w serwisach internetowych (także ewentualnej przedpremierowej), ani dodatkowych wydań dystrybuowanych głównie bądź wyłącznie za pośrednictwem Internetu.
| Edycja                                          | Edycja    | Odcinki      | Pierwsza emisja telewizyjna (TVN 7) | Pierwsza emisja telewizyjna (TVN 7) | Pierwsza emisja telewizyjna (TVN 7) | Pierwsza emisja telewizyjna (TVN 7)           | Pierwsza emisja telewizyjna (TVN 7) | Miejsce realizacji   |
| Edycja                                          | Edycja    | Odcinki      | Sezon                               | Początek emisji                     | Koniec emisji                       | Pora emisji                                   | Średnia oglądalność                 | Miejsce realizacji   |
| ----------------------------------------------- | --------- | ------------ | ----------------------------------- | ----------------------------------- | ----------------------------------- | --------------------------------------------- | ----------------------------------- | -------------------- |
|                                                 | 1.        | 1–40 (40)    | wiosna 2020                         | 24 lutego 2020                      | 17 kwietnia 2020                    | poniedziałek–piątek 20.00                     | 704 tys.                            | Bali ( Indonezja)    |
|                                                 | 2.        | 41–88 (48)   | jesień 2020                         | 31 sierpnia 2020                    | 19 listopada 2020                   | poniedziałek–czwartek 20.30                   | 637 tys.                            | Bali ( Indonezja)    |
|                                                 | 3.        | 89–148 (60)  | wiosna 2021                         | 22 lutego 2021                      | 3 czerwca 2021                      | poniedziałek–czwartek 20.30                   | 651 tys.                            | Zanzibar ( Tanzania) |
|                                                 | 4.        | 149–208 (60) | jesień 2021                         | 30 sierpnia 2021                    | 6 grudnia 2021                      | poniedziałek–piątek 20.30 (do 1 października) | 509 tys.                            | Zanzibar ( Tanzania) |
| poniedziałek–czwartek 20.30 (od 4 października) | 4.        | 149–208 (60) | jesień 2021                         | 30 sierpnia 2021                    | 6 grudnia 2021                      |                                               | 509 tys.                            | Zanzibar ( Tanzania) |
|                                                 | 5.        | 209–268 (60) | wiosna 2022                         | 21 lutego 2022                      | 2 czerwca 2022                      | poniedziałek–czwartek 20.35                   | 428 tys.                            | Panama ( Panama)     |
|                                                 | 6.        | 269–328 (60) | jesień 2022                         | 29 sierpnia 2022                    | 18 listopada 2022                   | poniedziałek–piątek 20.35                     | 403 tys.                            | Panama ( Panama)     |
|                                                 | All Stars | 329–352 (24) | lato 2023                           | 25 maja 2023                        | 11 sierpnia 2023                    | czwartek–piątek 20.00                         | 284 tys. (VOSDAL)                   | Kolumbia ( Kolumbia) |
|                                                 | 7.        | 353–400 (48) | jesień 2023                         | 28 sierpnia 2023                    | 9 listopada 2023                    | poniedziałek–piątek 20.00 (do 29 września)    | 340 tys.                            | Kolumbia ( Kolumbia) |
| poniedziałek–czwartek 20.00 (od 2 października) | 7.        | 353–400 (48) | jesień 2023                         | 28 sierpnia 2023                    | 9 listopada 2023                    |                                               | 340 tys.                            | Kolumbia ( Kolumbia) |
|                                                 | 8.        | 401–440 (40) | wiosna 2024                         | 4 marca 2024                        | 14 maja 2024                        | poniedziałek–czwartek 20.00                   | 383 tys.                            | Wietnam ( Wietnam)   |
|                                                 | 9.        | 441–488 (48) | jesień 2024                         | 26 sierpnia 2024                    | 30 października 2024                | poniedziałek–piątek 20.00                     | 412 tys.                            | Wietnam ( Wietnam)   |
|                                                 | 10.       | 489–520 (32) | wiosna 2025                         | 27 lutego 2025                      | 24 kwietnia 2025                    | poniedziałek-czwartek 20.00                   | 392 tys.                            | Cebu ( Filipiny)     |
|                                                 | 11.       | 521–555 (34) | jesień 2025                         | 1 września 2025                     | bd.                                 | poniedziałek-czwartek 20.00                   | bd.                                 | Cebu ( Filipiny)     |
|                                                 | 12.       | (?)          | 2026                                | b.d                                 | b.d                                 | b.d                                           | b.d                                 | b.d                  |
|                                                 | 13.       | (?)          | 2026                                | b.d                                 | b.d                                 | b.d                                           | b.d                                 | b.d                  |

27 marca 2020 poinformowano o zakończeniu realizacji drugiej edycji programu, której premiera planowana była na 20 kwietnia (tuż po zakończeniu emisji pierwszej edycji). Z powodu rozprzestrzeniania się koronawirusa w Polsce nadawca podjął decyzję o przesunięciu premiery.
24 kwietnia 2020, tydzień po emisji finału pierwszej edycji, kanał TVN 7 nadał odcinek specjalny programu. Ponadto od 28 kwietnia do 15 maja 2020 stacja emitowała poboczną, 12-odcinkową audycję podsumowującą wydarzenia na Bali pn. „Hotel Paradise – Powrót z raju”, nadawaną od wtorku do piątku o 20.00.